# تريش ستراتس

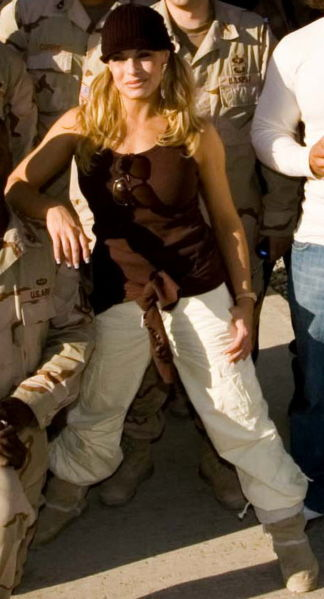
تريش ستراتس

تريش ستراتس أو باتريسيا آن ستراتجس (بالإنجليزية: Patricia Anne Stratigias) (ولدت في 18 ديسمبر 1975). معروفة أكثر باسم تريش ستراتس، عارضة لياقة سابقة، ومصارعة محترفة سابقة، وشخصية تلفزيونية من كندا. وهي ترتبط بصداقة حميمة مع المصارعة ليتا

## تواريخ مهمة في حياتها
1. 19 مارس 2000 ظهرت أول مرة تريش في الwwe في عرض الهيت بصحبة تست والبرت.
2. 2 أبريل 2000 ظهرت تريش أول مرة في الرسلمانيا.
3. 15 فبراير 2001 وقع مكمان في حب تريش.
4. 5 مارس 2001 يغدر مكمان بتريش ويجعلها تهين نفسها على الحلبة بالنباح مثل الكلاب وتعتبر هذه اتعس لحظاتها ولكن الجمهور جاء في صف تريش.
5. 4 نوفمبر 2001 قامت تريش بتنفيذ حركة Stratusfaction لأول مرة وهزمت بها Ivory.
6. 18 نوفمبر 2001 تفوز تريش بأول لقب لحزام السيدات في مهرجان سرفيفر سيرس في مباراة 6 pack challenge.
7. 19 نوفمبر 2001 تريش تهزم ليتا في أول دفاع عن الحزام.
8. 29 نوفمبر 2001 يقوم الروك من انقاذ تريش من يد مكمان.
9. 6 مايو 2002 تفوز تريش بحزام الهاردكور لمدة ثوانى.
10. 13 مايو 2002 اللقب الثاني لتريش
11. 22 سبمبر 2002 في انفورجفن تحصل ترش على اللقب الثالث
12. 14 يناير 2003 سميت تريش بأجمل مصارعة خلال ال 10 سنين الماضية.
13. 30 مارس 2003 فازت تريش برابع لقب في مهرجان رسلمانيا 19.
14. 15 سبتمبر 2003 تعود ليتا بعد الإصابة لتنقذ تريش من يد مولى هولى وجل كيم.
15. 17 نوفمبر 2003 تدخل تريش في قصة حب مع كريس جيركو.
16. 17 يناير 2004 تفوز تريش بلقب Babe of the year لعام 2003.
17. 14 مارس 2004 تنتهى قصة الحب بين تريش وجيركو.
18. 13 يونية 2004 تسجل تريش رقم قياسى في عدد مرات فوز بالحزام 5 مرات.
19. 9 يناير 2005 تريش تسجل نفسها في التاريخ بفوزها بالحزام 6 مرات.
20. 1 مايو 2005 يقوم الوحش Viscera بضرب تريش حتى تسبب لها في اصابة اقعدتها مدة 4 شهور ونصف.
21. 12 سبتمبر 2005 تعود تريش مرة تانية اللى الملعب لتنقذ اشلى.
22. 28 نوفمبر 2005 تبدأ صداقة حميمة بين تريش وميكى جامز.
23. 18 مارس 2006 تخون ميكى الصداقة
24. 2 أبريل 2006 تهزم ميكى تريش وتأخذ منها الحزام بعد استمراره معاها اكتر من سنة وهذا رقم قياسى جديد في حياة تريش.
25. 15 يوليو 2006 تبدأ صداقة تريش مع كارليتو.
26. 28 أغسطس تعلن تريش اعتزالها في انفورجفن 2006 في بلدها التي قدمت منها.
27. 10 سبتمبر 2006 تظهر تريش اخر مرة في الرو وتهزم ميكى جامز وتصافحها ثم تشكر الجمهور وتودعهم.
28. 17 سبتمبر 2006 أهم يوم في حياة تريش لأنه اليوم الذي اعتزلت فيه تريش في أخر مباراة لها ضد ليتا لتفوز بالحزام للمرة السابعة في مدينة تورنتو في مباراة رأئعة أنهتها بحركة المصارع العظيم ابن كندا بريت هارت وهي حركة Sharp Shooter والتي جعلت ليتا تستسلم.

## روابط خارجية
- تريش ستراتس على موقع IMDb (الإنجليزية)
- تريش ستراتس على موقع ألو سيني (الفرنسية)
- تريش ستراتس على موقع ميوزك برينز (الإنجليزية)
- تريش ستراتس على موقع أول موفي (الإنجليزية)
- تريش ستراتس على موقع إن إن دي بي (الإنجليزية)
- تريش ستراتس على موقع ديسكوغز (الإنجليزية)
- تريش ستراتس على موقع قاعدة بيانات الفيلم (الإنجليزية)
- تريش ستراتس على موقع كينوبويسك (الروسية)
- تريش ستراتس على موقع دبليو دبليو إي (الإنجليزية)
- تريش ستراتس على موقع WrestlingData.com (الإنجليزية)
- تريش ستراتس على موقع CageMatch worker (الإنجليزية)
- تريش ستراتس على موقع قاعدة بيانات المصارعة على الإنترنت (الإنجليزية)
- تريش ستراتس على موقع عالم المصارعة على الإنترنت (الإنجليزية)
- تريش ستراتس على موقع عالم المصارعة على الإنترنت (الإنجليزية)